# جاغواراسو
جاغواراسو (بالبرتغالية: Jaguaraçu‏)؛ بلدية في ولاية ميناس جيرايس في المنطقة الجنوبية الشرقية من البرازيل.